# Ле-Монетье-ле-Бен
Ле-Монетье́-ле-Бен (фр. Le Monêtier-les-Bains, окс. Lo Monastièr) — коммуна во Франции, находится в регионе Прованс — Альпы — Лазурный Берег. Департамент коммуны — Верхние Альпы. Главный город кантона Ле-Монетье-ле-Бен. Округ коммуны — Бриансон.
Код INSEE коммуны — 05079.

## Население
Население коммуны на 2008 год составляло 1057 человек.
| 1962 | 1968 | 1975 | 1982 | 1990 | 1999 | 2008 |
| ---- | ---- | ---- | ---- | ---- | ---- | ---- |
| 734  | 806  | 832  | 970  | 987  | 1009 | 1057 |

## Экономика
Основу экономики составляет туризм.
В 2007 году среди 715 человек в трудоспособном возрасте (15—64 лет) 543 были экономически активными, 172 — неактивными (показатель активности — 75,9 %, в 1999 году было 74,5 %). Из 543 активных работали 520 человек (292 мужчины и 228 женщин), безработных было 23 (8 мужчин и 15 женщин). Среди 172 неактивных 53 человека были учениками или студентами, 64 — пенсионерами, 55 были неактивными по другим причинам.

## Достопримечательности
- Церковь Пресвятой Девы Марии (XV век), исторический памятник
- Фрески XV века в часовне Сен-Мартен-э-Сент-Андре, исторический памятник
- Музей сакрального искусства

## Фотогалерея

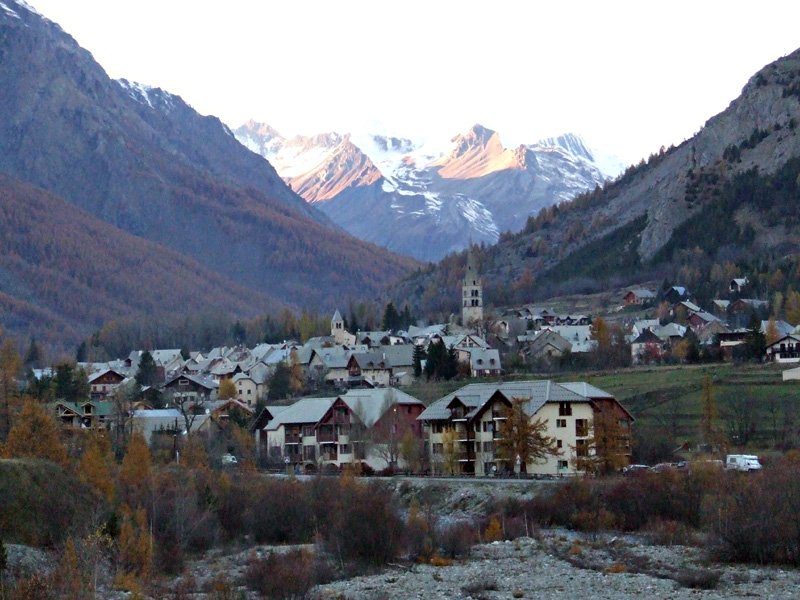
Ле-Монетье-ле-Бен
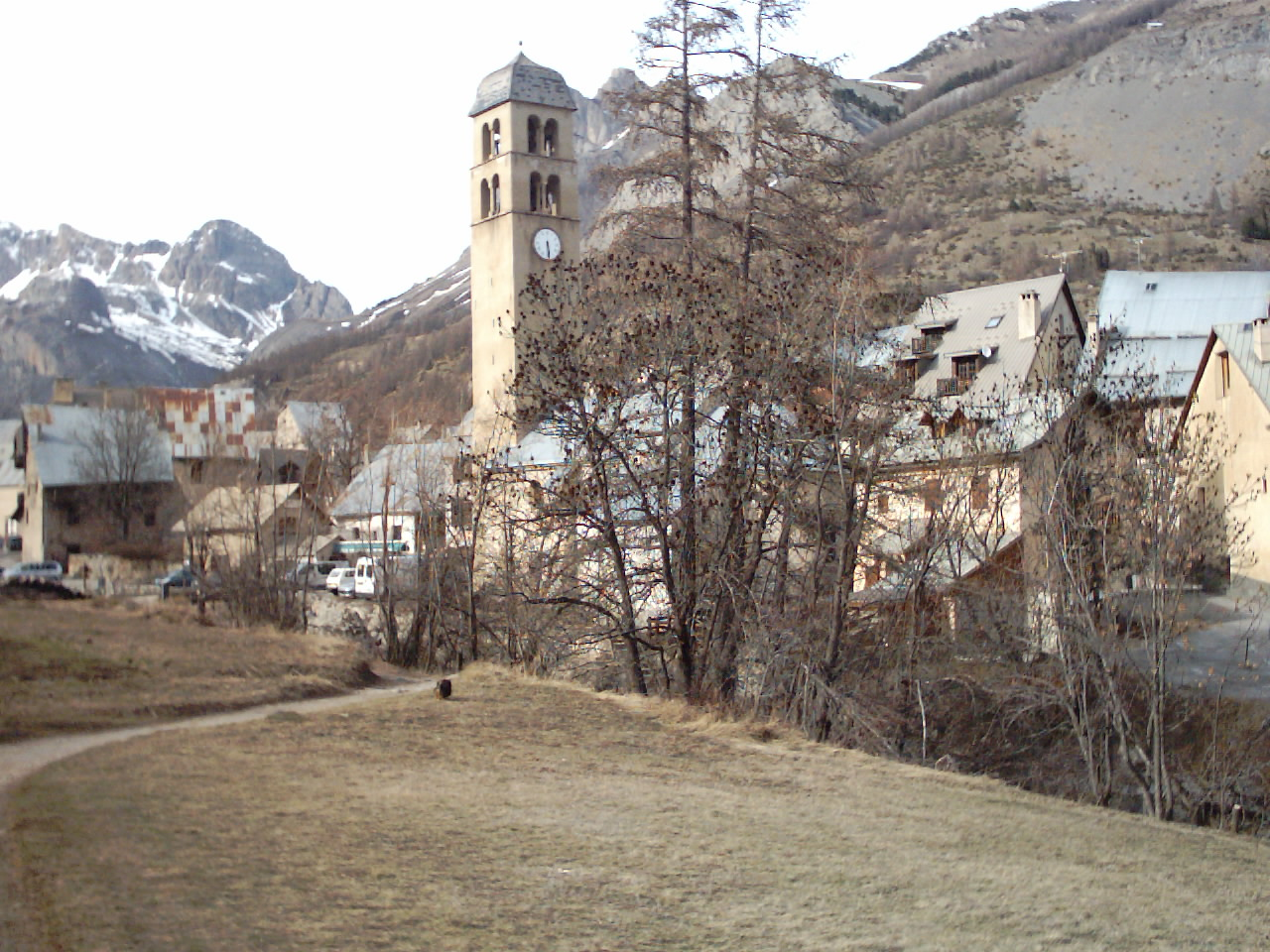
Деревня Кассе
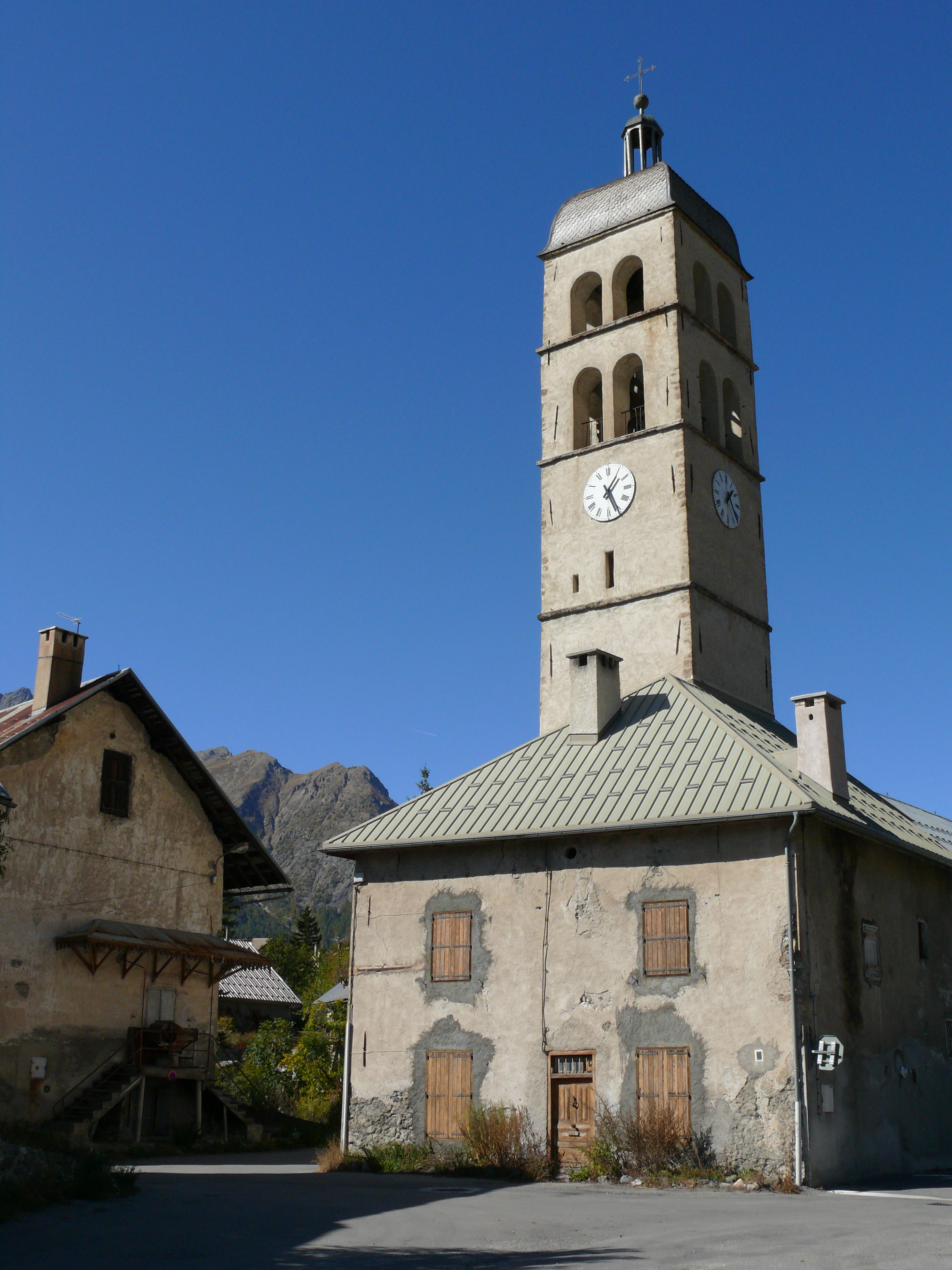
Церковь
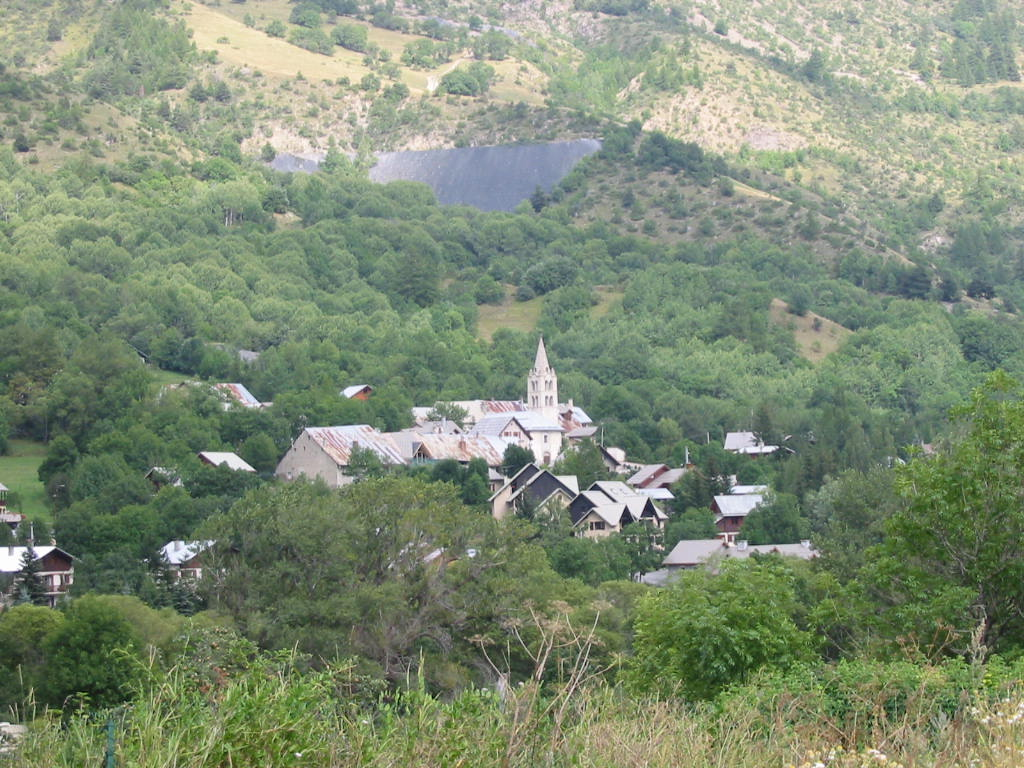
Деревня Фрейссине